# 中華人民共和國同性婚姻
中華人民共和國的法律規定婚姻为一夫一妻的婚姻制度，對同性結婚法無明文規定。法律制定時，未考慮到同性婚姻以及其他形式的民事結合的需求和可能性。2009年的调查显示超过30%的北京人支持“同性婚姻”，其余持不确定或反对态度，而在2019年12月凤凰网所做的一份网络民调显示，有近70%的网民赞成同性婚姻合法化。

## 歷史
中國歷史上於幾百年前的中國明朝閩地，男風盛行，兩個男子拜堂成親的風俗時有所聞，那時人們稱這種關係為「契兄弟」。清朝粵地，也有不願出嫁男子，二女同居共營生活的「自梳女」。

## 法律提案
《中华人民共和国民法典》第一千零四十一条中指明中华人民共和国实行一夫一妻、男女平等的婚姻制度，而未考慮到同性婚姻以及其他形式的民事結合的需求和可能性。同性之间“结婚”，在中華人民共和國不具法律效力，也不受法律保护和拘束。
在中国同性恋社群中广为人知的社会学家李银河教授分别在2003年、2005年、2006年和2008年向中国人民政治协商会议提交了作为婚姻法修正案的《中国同性婚姻提案》。因为未能得到足够多的附议人，她的所有的四次提案均未得以进入大会审定议题。然而，李银河于2008年表示“虽然今年几乎不可能成功，但是应当一年接一年地提下去，直到它通过为止。”2008年，同性恋权利支持机构发起了一项运动，意图收集足够的签名来支持对同性婚姻的认可。2010年1月3日，一对分别为46岁及27岁的同性恋男子在中国成都的一个酒吧内举行了婚礼。国内媒体均有报道，但是他们的婚姻在中国大陆并不能获得任何法律形式上的认可及保护。
2013年，百餘同性戀者父母致信人大呼吁同性婚姻合法化。
2019年10月，中国同婚促进团体“爱成家”在中国各大社交平台号召挺同民众前往全国人大网的法律草案征求意见板块对《民法典》婚姻家庭篇有关婚姻、亲属定义及赡养关系等条文提出意见，并组织中国其他同运团体以向人大寄信的方式表达对同性婚姻的支持。

## 法院案件
2015年12月16日，孫文麟和胡明亮起訴湖南省長沙市芙蓉區民政局要求登記結婚或為「同性戀婚姻維權第一案」，他主張《婚姻法》原文並不是「一男一女」，而是「一夫一妻」。「在我的理解裡，這個『一夫一妻』並不是指要一男一女的異性戀才能結婚，而是男男、女女、男女都可以結婚，這樣的法律才算是沒有歧視的。」。4月13日，長沙芙蓉區中級人民法院宣判原告敗訴，社會學家李银河表示：「他們做這件事是很有勇氣的事情，即使失敗也要堅持，也要爭取自己的權利。勝訴的可能性非常小，因為它只是按照現行的婚姻法做另一種解釋，這東西不足以推翻原來的條文，所以還是象徵意義比實質意義大」。此案代理律師表示：「作為中國第一個得以立案的同性婚姻登記案件，不管勝訴與否，都有歷史意義。」。

## 官方态度
中华人民共和国政府视同性恋议题为“敏感话题”：2010年时北京警方突查同性恋聚集地牡丹园并带走大批同性恋者讯问；2013年时任冰岛女总理约翰娜·西于尔扎多蒂携同性伴侣约妮娜·列奥斯多蒂访华时，中国官方媒体也刻意在报道中忽略了其夫人的消息。
1997年10月1日，流氓罪被取消，同性性行为在中国除罪化。
2001年4月20日，卫生部正式将同性恋从精神疾病名单中移除。但对同性婚姻未作考虑。
全国政协新闻发言人吴建民于2006年被问及李银河的同性婚姻提案时表示，同性婚姻在当时的中国“仍太超前”。他强调即使在许多被认为比中国更加自由开放的西方国家，同性婚姻也未被认可。
此外，根据美国国务院2011年的说法，中国政府声称“为保护儿童”，所以禁止外国同性恋者收养中国儿童。

2018年4月15日，官方媒体人民日报在其名为人民日报评论的微信账号中发文表示:
“性倾向不止一种，不管是同性恋还是双性恋都属正常，绝不是疾病。”
2018年11月6日，在日内瓦召开了中国UPR第三轮审议。在这次会议上，多个国家提出了有关LGBT+群体权益问题（如反歧视立法、社会保障、反暴力）的相关建议。中华人民共和国代表团首次正面回答了有关于中华人民共和国LGBT+权益的相关问题。
原文如下：
|  | 1、我国一贯尊重LGBT+群体的健康权，并给予其平等的社会保障； 2、保护进行性别重置手术的权利； 3、在目前阶段，我国不给予LGBT+群体与同性缔结婚姻的权利并非因为歧视； 4、这一政策是由我国的历史文化价值观决定的。 |

2019年起，中国大陆各地公证处开放办理意定监护公证。
2019年8月21日，在全国人民代表大会常务委员会法工委召开的第一次记者会上，有记者提出中国是否会允许同性婚姻合法化，发言人臧铁伟回答到：“我国现行婚姻法规定的一夫一妻制是建立在一男一女结为夫妻基础上的婚姻制度，这个规定是符合我国的国情和历史文化传统的。”同时他还指出，由于世界上绝大多数国家尚未承认同性婚姻的合法性，故《中华人民共和国民法典》草案仍然会维持《中华人民共和国婚姻法》所规定的一夫一妻制。
2019年12月20日，法工委发言人岳仲明称：有意见建议将“同性婚姻合法化”写入中华人民共和国民法典婚姻家庭编。但在2020年5月18日，法工委民法室主任黄薇接受澎湃新闻专访时称有关同性婚姻合法化的意见是“有组织的”，很多内容都相同，“就是复制粘贴”，并表示“关于同性婚姻合法化问题，全国人大常委会法工委在首次发言人记者会上已作出回应：将维持一夫一妻（一男一女）婚姻制度”。